# Opisthorchiidae
Opisthorchiidae är en familj av plattmaskar, som enligt Catalogue of Life ingår i ordningen Opisthorchiida och klassen sugmaskar (Trematoda), men enligt Dyntaxa istället placeras i klassen Neodermata. Enligt Catalogue of Life omfattar familjen tolv arter, som placeras i sju släkten.
Det vetenskapliga namnet är bildat av de gammalgrekiska orden opisthen som betyder "bakåt" och orchis som betyder "testiklar", vilket syftar på testiklarnas placering i kroppens bakre del.
Arterna förekommer som parasiter i ryggradsdjurs gallblåsa och andra organ som transporterar galla. Familjens medlemmar har antagligen framgälade snäckor och fiskar som mellanvärd. Ryggradsdjur får i sig parasitens larver genom att äta fisk eller snäckor. Parasiterna orsakar förändringar i levern och andra inre organ. De kan även orsaka gulsot.
Släkten enligt Catalogue of Life och Dyntaxa:
- Amphimerus
- Clonorchis
- Metorchis
- Opisthorchis
- Parametorchis
- Plotnikovia
- Pseudamphimerus